# Joanna Turcksin
Joanna Catharina Deroover-Turcksin, in de volksmond Woinke Turck genoemd (Machelen, 3 juni 1890 - aldaar, 6 december 2002), is met het behalen van de leeftijd van 112 jaar en 186 dagen sinds haar overlijden de oudste persoon die ooit in België geleefd heeft.
Zij was de dochter van Joannes Baptista Turcksin (1866-1924) en Theresia Van Dooren (1866-1893). Haar overgrootvader Petrus Turcksin was van 1836 tot 1871 burgemeester van Machelen. Diens vader Henricus werd als vondeling gevonden vlak bij het Sint-Katelijneplein in Brussel, waar toen turf werd gewonnen. Hij werd op 9 april 1729 in de Sint-Katelijnekerk gedoopt onder de naam Henricus Teurfsin, vandaar de naam Turcksin (turck komt van turf, sin was dialect voor Zenne). Iemand uit Machelen ontfermde zich over hem. 

## Leven
De ouders van Joanna waren kleine landbouwers. Haar moeder stierf toen Woinke drie jaar oud was, waarna ze tijdelijk opgevoed werd door een ander familielid. Op haar 12e ging Woinke meehelpen op de boerderij van haar vader, waar ze op haar 18e opnieuw ging inwonen. Op haar 24e overleefde Joanna een aanval van tuberculose.
In 1918 trouwde ze met Emiel Deroover. Samen kregen ze vijf kinderen en baatten ze een kleine boerderij uit. Toen haar man in 1938 stierf, zette Woinke de boerderij verder met haar kinderen. Ze bleef helpen op de boerderij tot ze 85 was. Toen ze 89 jaar was, trok Joanna in bij haar jongste dochter, Jeanne, waar ze zou blijven wonen tot aan haar dood.
Woinke bleef lang erg vitaal. Pas op haar 95e moest Joanna voor de eerste maal naar het ziekenhuis. Ze moest er galstenen laten weghalen, maar ze werd er al na een week ontslagen. Tot haar 105e ging ze nog elke week trouw naar de zondagsmis. Tot ze 111 was, kaartte ze nog iedere dag. Woinke stierf uiteindelijk toen ze 112 en een half jaar oud was aan de gevolgen van een verkoudheid met complicaties.
Woinke Turcksin was de grootmoeder van schrijver-dichter Jan Vanhaelen. Hij heeft ook over haar leven een boek geschreven, toen ze 112 jaar oud geworden was, getiteld Lang zal ze leven : de biografie van Joanna Turcksin, alias Woinke Turck, de oudste Belg aller tijden, verteld door haar kleinzoon.